# Riourik (croiseur, 1906)
Pour les articles homonymes, voir Riourik (homonymie).
Le Riourik, en russe : Рюрик, croiseur cuirassé lourd de la Marine impériale de Russie. Construit en Angleterre dans le chantier naval Vickers à Barrow-in-Furness. Sa construction débuta en 1905, son lancement eut lieu le 4 novembre 1906, sa mise en service en juillet 1909. Ce croiseur fut le dernier et le plus important de ce type construit en Russie. Affecté dans la flotte de la Baltique, le Riourik participa à la Première Guerre mondiale. Il devait son nom à Riourik, prince de Novgorod (830-879), il fut le troisième bâtiment de guerre de la Russie impériale à porter ce nom.

## Technique
Le Riourik fut conçu par l'ingénieur britannique Eustace Tennyson d'Eyncourt, l'ingénieur russe A.P. Titov, construit sous la supervision de Basil Zaharoff (1849-1936). Le facteur décisif décidant de la construction de nouveaux navires de guerre russes, fut les fortes pertes subies par la Marine impériale de Russie au cours de la guerre russo-japonaise de 1904-1905. Afin de compenser cette situation, un vaste programme de construction de bâtiments de guerre fut décidé, y compris la construction de navires russes dans les chantiers navals à l'étranger.
Le Riourik fut décrit comme l'un des croiseurs les plus armés jamais construits. Néanmoins, son blindage correspondait à celui des navires de l'époque. Le croiseur russe fut plus lent que la plupart de ses contemporains, il n'était pas plus rapide que les pré-Dreadnought de cette époque. Toutefois, destinés à servir dans la flotte de la Baltique, même obsolètes, les navires allemands furent de sérieux adversaires. Les anciens cuirassés allemands comme le Prinz Adalbert (en service de 1901 à 1915), le SMS Roon (construit le 1er août 1902, lancement le 27 juin 1903, mis en service le 5 avril 1906, démantelé en 1921), mais également les anciens navires de ligne ou le SMS Wittelsbach (construit le 30 septembre 1899, lancement le 3 juillet 1900, mis en service le 15 octobre 1902, démantelé en 1921) possédaient en moyenne une vitesse de 18 à 21 nœuds.

### Carrière dans la Marine impériale de Russie
Au cours de la Première Guerre mondiale, le Riourik fut en service dans la flotte de la Baltique.

#### Première Guerre mondiale
Le Riourik fut le navire amiral de la flotte de la Baltique. Il prit part à un certain nombre d'opérations navales, y compris la lutte contre les opérations de minage. Dès le 27 août 1914, le commandant en chef de la flotte de la Baltique, avec le Riourik et le Pallada, l'amiral Nikolaï Ottovitch von Essen, effectua une opération de destruction des navires de commerce en mer Baltique, cette entreprise fut un échec, elle sapa le moral de la Marine impériale de Russie. Le 13 février 1915, après avoir été endommagé, le Riourik, réparé, put reprendre ses opérations en mer.

#### Bataille de l'île de Gotland

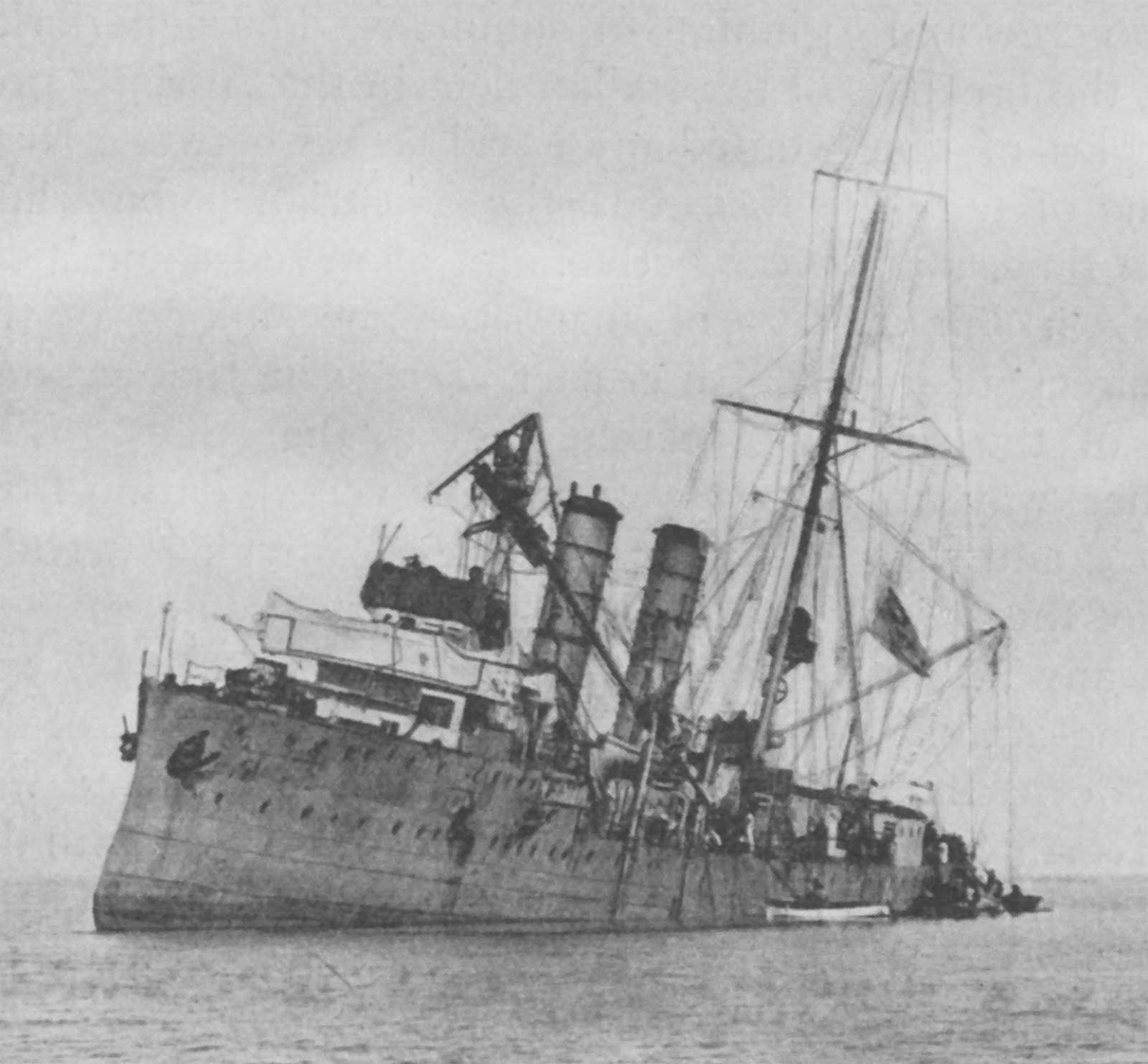
Le croiseur Albatross échoué sur les côtes de l'île de Gotland

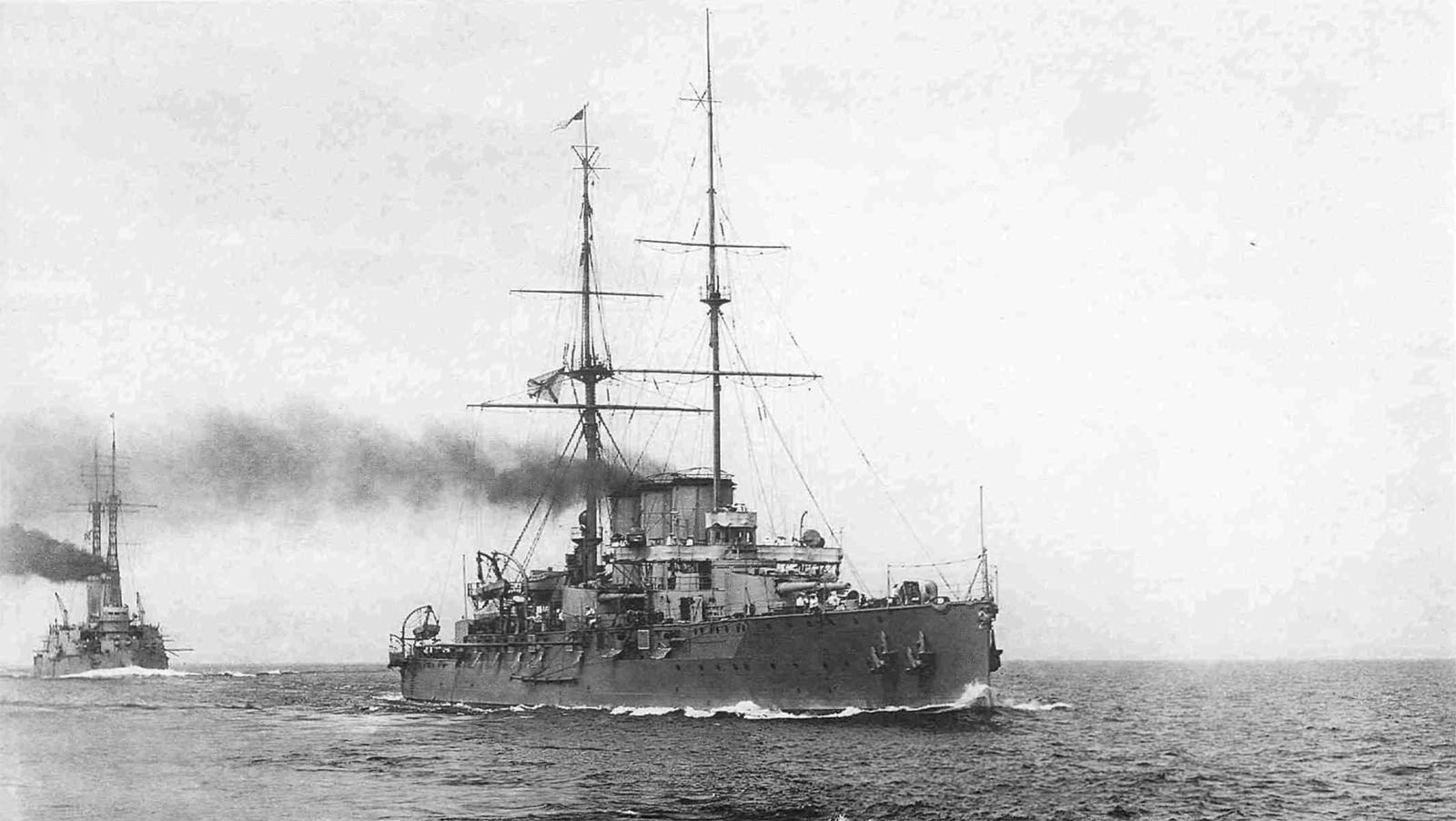
Le Riourik en 1913

À l'initiative de la Marine russe, eut lieu la bataille de l'île de Gotland (30 juin au 2 juillet 1915). Le commandement de l'escadre de la Baltique fut exercé par l'amiral Mikhaïl Koronatovitch Bakhirev (1868-1920). L'escadre de la Baltique se composait des cuirassés Amiral Makarov et Baïan II, des croiseurs Bogatyr et Oleg et d'un destroyer. Les forces navales russes rencontrèrent les bâtiments de guerre de la Marine impériale allemande sur la route longeant les côtes de la Prusse-Occidentale. S'ensuivit un duel d'artillerie, le croiseur allemand Albatross fut gravement endommagé, il s'échoua sur la côte suédoise d'Ostergarn. La Suède, nation neutre lors de la Première Guerre mondiale, emprisonna l'équipage allemand et confisqua le navire. Les bâtiments de guerre concentrant leurs tirs sur l’Albatross, l’Augsbourg (Augsburg) parvint à s'échapper. Au cours de la bataille navale, les Russes firent entrer dans le combat le croiseur Riourik , bâtiment de guerre moderne et le grand destroyer Novik. La flotte allemande battit en retraite ; le SMS Prince Adalbert (SMS Prinz Adalbert, lancement 22 juin 1901, mis en service le 12 janvier 1904, coulé au large de Dantzig le 23 octobre 1915 par le sous-marin britannique E-8) fut torpillé au large de Dantzig par le sous-marin britannique E-8 arrivé opportunément sur les lieux du combat, le SMS Prince Heinrich (SMS Prinz Heinrich, construction décembre 1898, lancement le 22 mars 1900, mis en service en mars 1902, démantelé en 1920), plusieurs petits bâtiments de guerre furent également endommagés.
Le 19 novembre 1916, le Riourik explosa sur une mine, mais le croiseur subit des dégâts mineurs, et put être réparé. Au printemps de 1918, face à l'avancée des troupes allemandes sur le front de l'Est, avec 90 navires de la flotte de la Baltique partis de Revel ou d'Helsinki, le Riourik prit part à la Croisière de glace de la Baltique. Le 5 mars 1918, il quitta le port d'Helsinki pour Kronstadt.
Après la guerre le Riourik fut utilisé comme navire entrepôt, vendu en 1923, il fut démantelé en 1930.

## Commandants à bord duRiourik
- 1906 : capitaine de 1re classe Nikolaï Ottovitch von Essen
- 1906-1908 : capitaine de 1re classe Stetsenko, Konstantin Vassilievitch Stetsenko
- 1908-1910 : capitaine de 1re classe Alexeï Petrovitch Ougroumov
- 1910-1911 : capitaine de 1re classe Ivan Alexeïevitch Chtorre
- 1911-1914 : capitaine de 1re classe Mikhaïl Koronatovitch Bakhirev
- 1914-1917 : capitaine de 1re classe Alexandre Mikhaïlovitch Petchnov
- 1917-1918 : capitaine de 1re classe Vladimir Ivanovitch Roudnev.